# Chaetodon ocellicaudus
Chaetodon ocellicaudus е вид лъчеперка от семейство Chaetodontidae.

## Разпространение
Видът е разпространен в Австралия, Индонезия, Малайзия, Палау, Папуа Нова Гвинея, Соломонови острови и Филипини.